# Summanmäki
Summanmäki är en kulle i Finland. Den ligger i Fredrikshamn i landskapet Kymmenedalen, i den södra delen av landet, 130 km öster om huvudstaden Helsingfors. Toppen på Summanmäki är 71 meter över havet.
Terrängen runt Summanmäki är huvudsakligen platt.  Trakten runt Summanmäki är nära nog obefolkad, med mindre än två invånare per kvadratkilometer. I omgivningarna runt Summanmäki växer i huvudsak blandskog.